# Soulèvement de la dernière génération
Le Soulèvement de la dernière génération (également La dernière génération) est une alliance d'activistes de la mouvance écologiste allemande, autrichienne et italienne dont l'objectif déclaré est d'utiliser la désobéissance civile pour forcer les gouvernements fédéraux allemand et autrichien à prendre des mesures contre le réchauffement climatique (mouvement pour le climat).

## Initiateurs

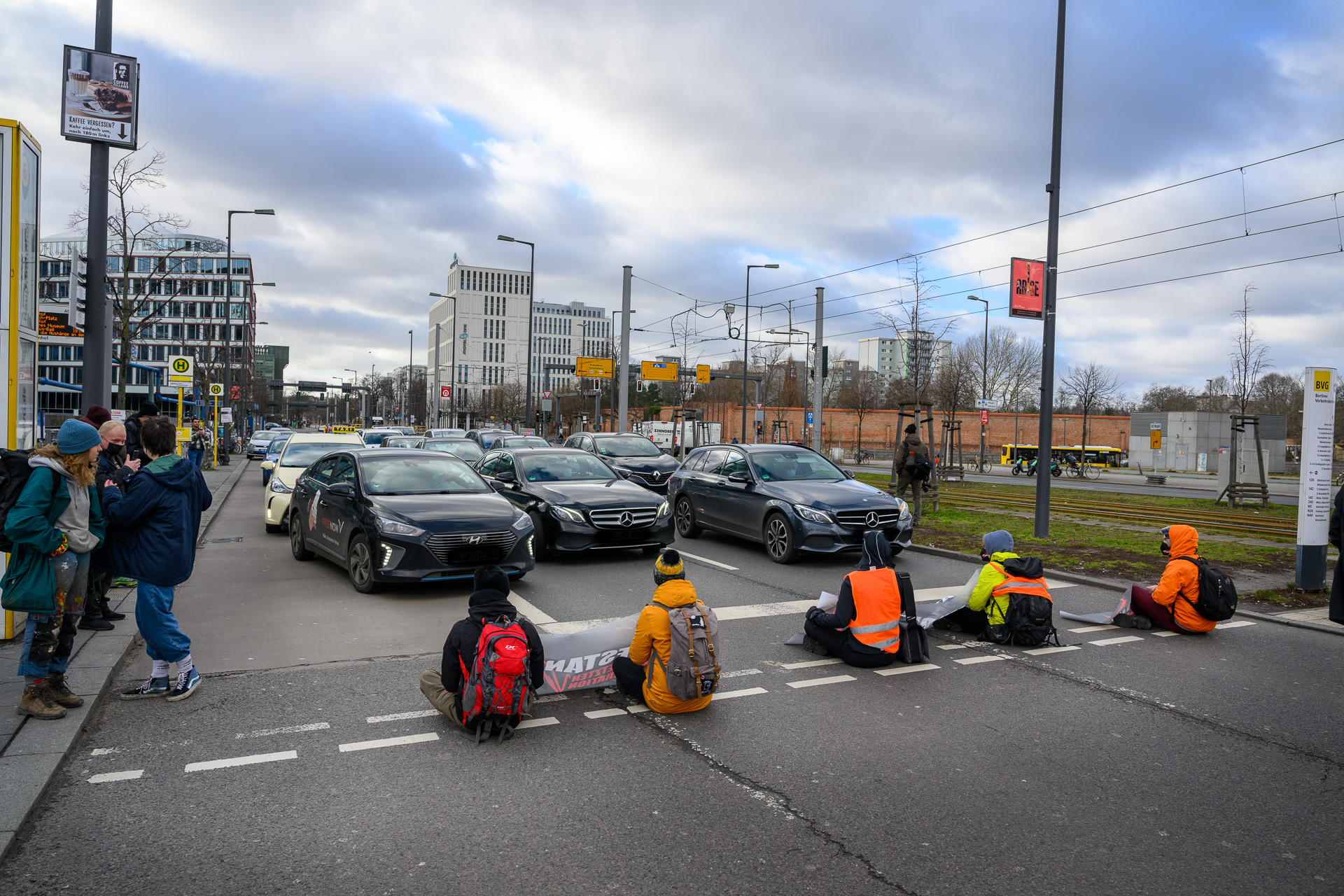
Blocus du trafic routier à la gare centrale de Berlin (2022)

Une partie des militants impliqués ont participé à la « grève de la faim de la dernière génération », un mouvement de protestation qui a eu lieu dans le district gouvernemental de Berlin avant les élections fédérales de 2021 pour attirer l'attention sur le changement climatique, ses effets et la responsabilité du futur gouvernement fédéral.

## Buts poursuivis et principaux thèmes de mobilisation

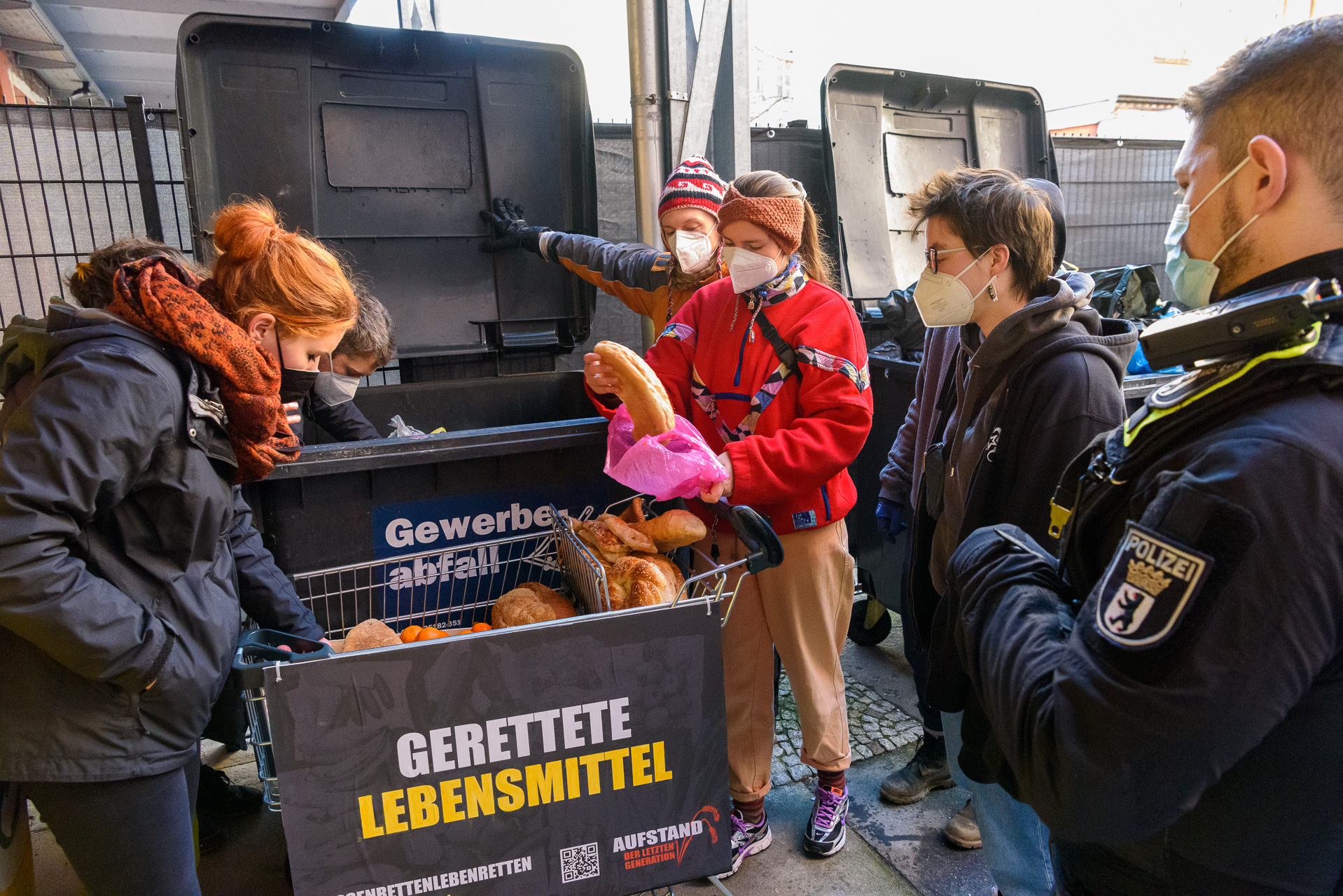
La campagne conteneurs du groupe à Berlin (2022)

Les militants du mouvement ont d'abord mené la campagne Eat Save Live Save . Elle demandait au nouveau gouvernement fédéral allemand de prendre des mesures légales pour une réorientation de l'agriculture  d'ici 2030 et avec comme une première mesure immédiate la lutte contre le gaspillage alimentaire. Les grandes enseignes alimentaires seraient obligées de donner des aliments encore comestibles, afin de lutter  contre la faim et de réduire immédiatement les émissions de CO₂. Pour cela, le gouvernement fédéral doit mettre en place une loi sur la sauvegarde de l'alimentation basée sur le modèle français. Afin d'engager un changement global dans l'agriculture, le gouvernement fédéral devrait suivre les propositions du  Conseil citoyen pour le climat . Il s'agit de s'assurer que les exploitations pratiquant une agriculture durable soient mieux rémunérées et qu'une  alimentation de qualité  soit accessible à tous.
Afin d'attirer l'attention sur le fait qu'une partie importante de la nourriture produite aujourd'hui est jetée, ce qui, selon le WWF et l'OMS, affecte jusqu'à un tiers de la nourriture produite dans le monde  , le groupe anime des campagnes de conteneurs dans toute l'Allemagne. Les militants retirent les aliments jetés des poubelles des supermarchés et les donnent publiquement, invoquant leur origine illégale. Certains militants se sont dénoncés eux-mêmes  pour protester contre la qualification juridique de vol de la récupération du contenu des conteneurs. Ceci est destiné à attirer l'attention des médias sur le sujet. Comme annoncé lors d'une conversation entre les militants Henning Jeschke et Lea Bonasera et le candidat chancelier Olaf Scholz (SPD) en novembre 2021, les militants bloquent les accès autoroutiers avec des sit-in à partir de janvier 2022.
En Autriche, le groupe demande au gouvernement fédéral de prendre des mesures contre la poursuite de l'artificialisation des sols et pour une réorientation de l'agriculture d'ici 2030[réf. nécessaire]. Il y a des points communs avec le groupe d'action environnemental Extinction Rebellion et le mouvement de protestation contre la rocade de contournement de la ville d'Aspern.[réf. nécessaire]

## Formes d'actions

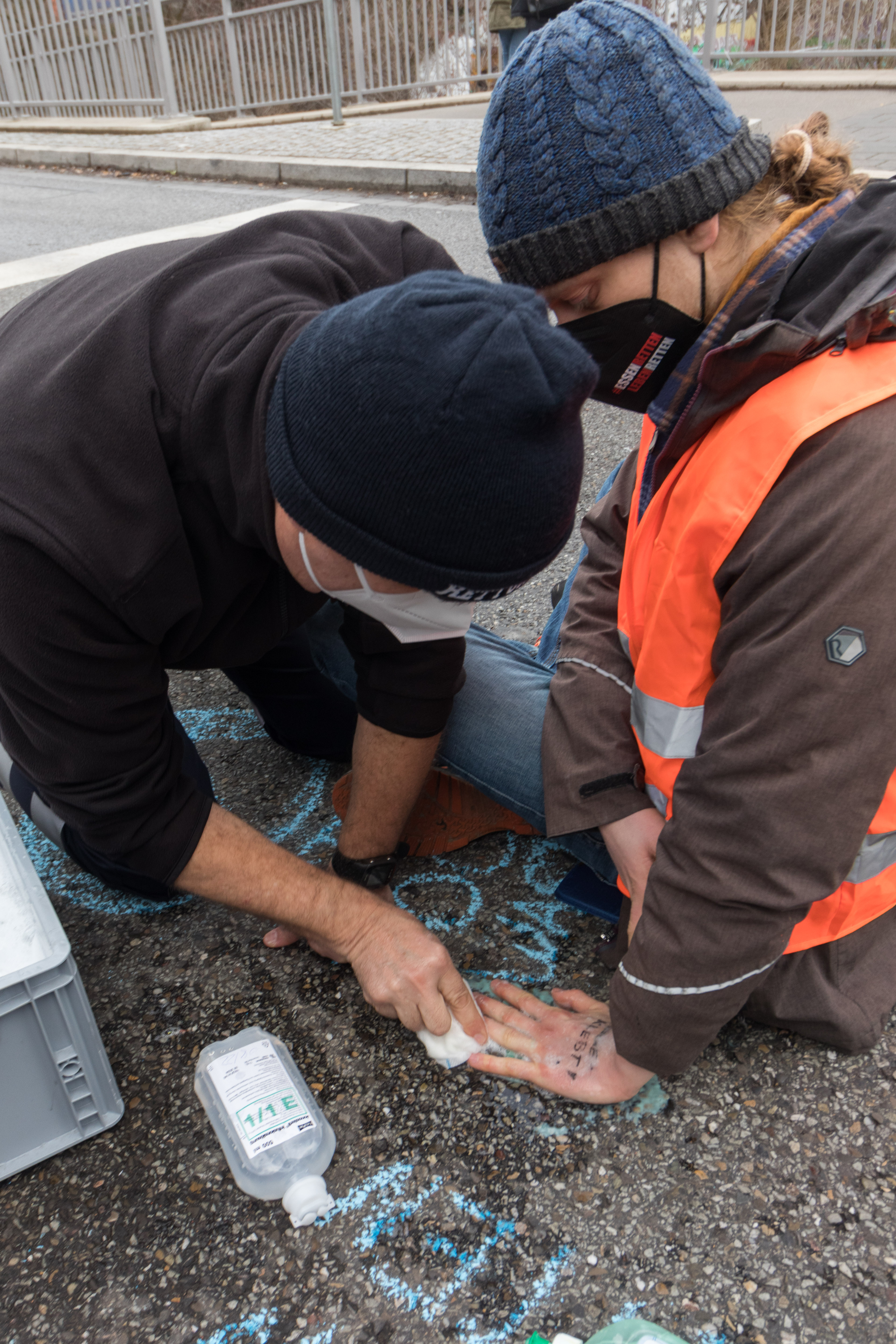
Un médecin urgentiste desserre la paume d'un militant collé à l'asphalte à Fribourg (2022)

Au début de la campagne, de la nourriture dans des conteneurs a été distribuée dans différentes villes d'une manière qui a attiré l'attention du public.
Dans leurs actions, telles que les barrages routiers à l'échelle nationale, le groupe s'inspire du groupe d'action britannique  Insulate Britain pour la protection du climat  . Afin de rendre plus difficile pour la police le dégagement des barrages routiers, certains militants collent la paume de leurs mains ou de leurs pieds sur la surface de la route, comme c'est le cas en Grande-Bretagne. La superglue ou la mousse de montage sont généralement utilisées pour cela.

## Actions
Le 14 décembre 2021, cinq militants du groupe ont rédigé la demande « Une loi de réorientation agricole maintenant pour sauver l'alimentation ! 2030 » à la Chancellerie fédérale à Berlin. La police est intervenue et a fait enlever les graffitis sur la façade.
Le 24 janvier 2022, des militants ont bloqué pour la première fois les sorties des autoroutes A 103 et A 114 à Berlin, ce qui a ensuite été suivi d'actions similaires sur l'autoroute urbaine A 100 de Berlin. De janvier jusqu'au 20 février 2022, la police de Berlin a enregistré 44 blocages au cours desquels 180 personnes ont été mis en garde à vue. Dans 12 affaires, les juges ont ordonné une détention de 24 heures pour empêcher de nouvelles infractions. L' Office de la police criminelle de l'État de Berlin a créé le groupe d'enquête "EG Asphalt" pour conduire en commun les enquêtes. Selon les militants, il y avait aussi des barrages routiers à Bayreuth, Francfort-sur-le-Main, Fribourg, Göttingen, Hambourg, Munich et Stuttgart.
Le 7 février 2022, des représentants de l'initiative ont bloqué pour la première fois une route principale en Autriche, le Vienna Belt. Le 8 février 2022, un accès autoroutier était également bloqué avec le secteur de Favoriten.
Le 12 février 2022, des militants ont planté des pommes de terre sur une pelouse de la Chancellerie fédérale à Berlin.
Mi-février 2022, le groupe a annoncé une nouvelle phase avec des formes d'action plus radicales si le chancelier Olaf Scholz (SPD) n'agissait pas d'ici le 20 février 2022 à la suite de leur demande d'annoncer un calendrier pour l'introduction d'un "Essen-Retten-Gesetz" au Bundestag,. Ensuite, les actions ont ciblé les infrastructures vulnérables afin de les « mettre en pause ». Les ports et les aéroports ont été cités, comme exemples de la poursuite d'une économie fondée sur les énergies fossiles. Le 21 Février 2022, après l'expiration de l'ultimatum , les actions précédemment annoncées ont eu lieu. Environ 35 militants ont bloqué des parties du port de Hambourg et du pont de Köhlbrand pour protester contre le gaspillage alimentaire. Selon leurs propres déclarations, le groupe a perdu 60 litres d'huile de colza sur la chaussée du pont. Un militant a sauté sur les quais pour perturber la navigation. Les politiciens de divers partis ont rejeté l'action et, dans certains cas, ont exigé des poursuites pénales,.
Le 23 février 2022, des militants ont bloqué les routes d'accès aux aéroports de Berlin, Francfort-sur-le-Main et Munich, après avoir annoncé précédemment qu'ils utiliseraient des ballons pour entrer dans les zones de sécurité des vols de l'aéroport. Le 25 février, des militants avec des ballons ont été arrêtés par la police à Francfort, mettant fin à l'action.
Le 7 décembre 2022, cinq militants aspergent de peinture la Scala de Milan.
Le 13 décembre 2022, la police allemande lance des raids contre les militants de la dernière génération. Les raids ciblent le groupe d'activistes climatiques, ayant fait la une des journaux en bloquant des voies et en vandalisant des musées. Les autorités ont déclaré avoir confisqué des ordinateurs portables et des téléphones portables, accusant le groupe d'être lié à une « association criminelle ».
En mars 2023, des activistes de dernière génération suscitent l’indignation de la classe politique allemande après qu'ils ont aspergé d’un liquide noir un monument où sont gravés les articles de la constitution à proximité du Bundestag, à Berlin.
En mai 2023, des militants ont répandu dans l'eau de la fontaine de Trévi à Rome un liquide noir à base végétale. Selon le maire de Rome, Roberto Gualtieri, le nettoyage exigera « du temps, des efforts et de l'eau » car la fontaine fonctionnait avec un dispositif de « recirculation d'eau ». Il a condamné la manifestation comme une « attaque absurde contre le patrimoine culturel de la ville ». Le nettoyage de la fontaine nécessitera 300 000 litres d'eau correspondant à sa capacité. Pour Roberto Gualtieri, « c'est un gros gaspillage qui coûte cher »,.

## Analyses
Selon le philosophe social Robin Celikates, les militants risquent d'être accusés de coercition avec leurs actions de blocus jusqu'à l'introduction d'une loi d'économie alimentaire s'ils ne font pas un travail de persuasion supplémentaire auprès du grand public. Il considère l'accusation d'extorsion portée par les milieux conservateurs comme une diffamation, puisque les militants ne recherchent pas l'enrichissement. Selon Celikates, qui fait des recherches sur la désobéissance civile, les militants veulent amener les politiciens à agir et faire grimper les coûts par des blocages. Pour Celikates, les formes de protestation telles que la désobéissance civile font partie de la démocratie et ne sont pas des pratiques anti-démocratiques.
Le sociologue Harald Welzer considère le soulèvement de la dernière génération comme un mouvement radicalisé. En tant que soi-disant « dernière génération », elle se sent en droit de sauver le monde de la destruction et est prête à aller à l'extrême. Il s'agit d'une forme d'autonomisation basée sur une légitimation absurde. Welzer voit les actions de blocage comme un moyen d'attirer l'attention sur ses propres préoccupations. Il décrit l'approche du mouvement comme « profondément anti-démocratique » et « infantile ».
Pour Martin Heger, professeur de droit pénal, l'annonce d'un blocus représente « une menace d'une action ayant un impact négatif », si bien qu'il s'agit de coercition.

## Réactions politiques
Début février 2022, la coprésidente du parti Bündnis 90/Die Grünen, Ricarda Lang, a défendu la désobéissance civile au vu des actions du groupe, tant qu'elles ne mettaient personne en danger. La société doit se demander « pourquoi les jeunes recourent à de tels moyens ». Quelques jours plus tard, cependant, Lang a pris ses distances avec les actions du groupe après qu'un véhicule d'urgence ait également été touché par les blocages.
Plus tard, le coprésident du parti Bündnis 90/Die Grünen, Omid Nouripour, a critiqué les méthodes de protestation du groupe ; il ne comprend pas le blocage des routes importantes. Pour lui, s'attaquer aux infrastructures critiques, menacer les gens et lancer des ultimatums n'ont plus grand-chose à voir avec la démocratie.
Le ministre fédéral Cem Özdemir (Bündnis 90/Die Grünen) a critiqué les barrages routiers comme préjudiciables à l'objectif commun d'une loi contre le gaspillage alimentaire. Selon lui on ne peut pas gagner des majorités en bloquant les ambulances, la police ou les éducateurs sur le chemin du travail. Le chancelier allemand Olaf Scholz a accusé Dernière génération de tactiques « dangereuses » et « incompréhensibles ».

## Polémiques
Fin octobre 2022, une cycliste de 44 ans est déclarée en état de mort cérébrale. Les secours avaient été bloqués en raison d'une action menée par des activistes climatiques de Dernière génération. La police berlinoise porte plainte contre les deux activistes pour, entre autres, non-assistance à personne en danger. L'accident a déclenché un vif débat en Allemagne. Pour la ministre fédérale de l'Intérieur Nancy Faeser (SPD) : « Lorsque des crimes sont commis et que d'autres personnes sont en danger, toutes les limites de la protestation légitime sont dépassées », Selon la femme politique du Parti social-démocrate d’Allemagne, « Rien de tout cela n'a rien à voir avec un débat démocratique. Les criminels doivent être poursuivis rapidement et de manière cohérente. »,. Le 13 avril 2023, le parquet de Berlin a fait néanmoins savoir qu'il n'engagerait pas de poursuites pour homicide ou blessures contre les militants.
Conséquence d'un blocage d'une autoroute en septembre 2022, deux membres de Dernière génération auraient dû se présenter au tribunal de Bad Cannstatt. À la suite de révélations par les médias, les deux activistes ont confirmé l'impossibilité de s'y présenter car étant en vacances en Thaïlande avec pour objectif de se rendre à Bali, reconnaissant explicitement avoir pris l'avion pour se rendre en Asie du Sud-Est. L'alliance a répondu à la polémique en déclarant que les deux activistes « ont réservé ce vol en tant que particuliers, non en tant que défenseurs du climat. Il faut savoir faire la part des choses »,.

## Financement
Dernière génération fait partie du A22 Network financé par le Climate Emergency Fund américain, et dont font partie Just Stop Oil (Royaume-Uni), Återställ Våtmarker (sv), Dernière Rénovation (France), Renovate Switzerland (Suisse).